# Evangelische Kirche (Rudlos)

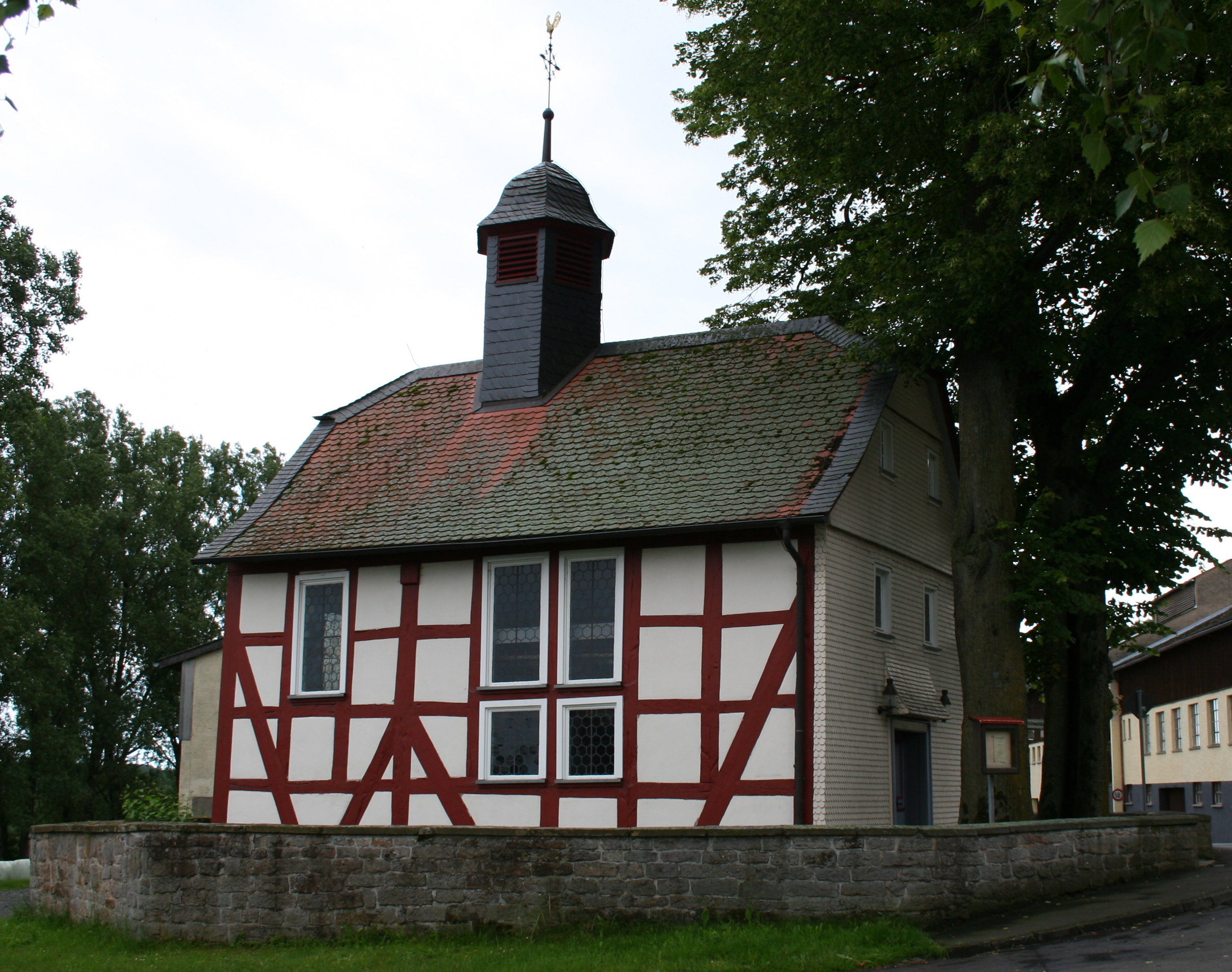
Evangelische Kirche (Rudlos)

Die evangelische Kirche Rudlos ist ein denkmalgeschütztes Kirchengebäude, das in Rudlos steht, einem Stadtteil der Kreisstadt Lauterbach im Vogelsbergkreis (Hessen). Die Evangelische Kirchengemeinde Angersbach und die Evangelische Kirchengemeinde Rudlos, beide gehören zum Dekanat Vogelsberg der Evangelischen Kirche in Hessen und Nassau, wurden am 1. Januar 2020 zur Evangelischen Kirchengemeinde Angersbach-Rudlos zusammengelegt.

## Beschreibung
Bereits 1457 wurde eine erste Kapelle geweiht. Ihre Nachfolgerin ist die in der Ortsmitte 1691 errichtete geostete Fachwerkkirche in Ständerbauweise. Die West- und Südseite der Saalkirche wurden mit Schindeln verkleidet. Auf dem Krüppelwalmdach erhebt sich in der Mitte ein kleiner, sechseckiger, schiefergedeckter Dachreiter, der mit einer glockenförmigen Haube bekrönt ist. In seinem Glockenstuhl hängt die im 16. Jahrhundert gegossene Kirchenglocke der 1873 abgerissenen Lauterbacher Wendelskapelle, die außerhalb der Stadtmauer von Lauterbach stand.
Das Kirchenschiff hat Emporen an der Eingangs- und Nordwand sowie hinter dem Altar. Die acht Holztafeln an den Brüstungen zeigen Bilder der Apostel, die aus Angersbach 1966 übertragen wurden. Der Chor ist durch einen spitzen Chorbogen vom Gemeinderaum getrennt. Am rechten Gewände des Chorbogens sitzt die Kanzel. Das Kruzifix auf dem Altar stammt aus der Bauzeit. Die Orgel stammt ebenfalls aus der Wendelskapelle.